# 附随 (パーリ律)
附随（ふずい、巴: Parivāra, パリヴァーラ）とは、上座部仏教の『パーリ仏典』「パーリ律」において、補足内容を記した領域のこと。

## 構成
1. 大分別
2. 比丘尼分別
3. 等起摂頌
4. 滅諍分解
5. 問犍度章
6. 増一法
7. 布薩初中後解答章・制戒義利論
8. 伽陀集
9. 諍事分解
10. 別伽陀集
11. 呵責品
12. 小諍
13. 大諍
14. 迦絺那衣分解
15. 優波離問五法
16. 等起
17. 第二伽陀集
18. 発汗偈
19. 五品

## 日本語訳
- 『南伝大蔵経 律蔵5』（第5巻） 大蔵出版